# Chuck Billy
Charles Billy (Antioch, 23 de junio de 1962) es un cantante estadounidense, conocido por ser el vocalista de la banda de thrash metal Testament.

## Testament
Chuck Billy reemplazó a Steve "Zetro" Souza, futuro vocalista de Exodus, en la mitad de los años ochenta cuando la banda todavía se llamaba Legacy. Tras su llegada,  Testament sacó su primer álbum llamado The Legacy en 1987. La única canción en The Legacy escrita por Chuck Billy fue "Do or Die". Aunque la alineación de la banda ha cambiado por los años, Billy se ha mantenido como vocalista junto al guitarrista Eric Peterson como miembros permanentes. Sin embargo, su estilo de cantar ha cambiado con los años: inició cantando con una voz tipo thrash (incluso, en algunas canciones cantando con voz limpia), para luego pasar a una voz gutural. Desde Low, él mezcló ambos estilos, y a veces en la misma canción.

## Otros trabajos
Chuck también apareció en los proyectos de James Murphy, cantando en los dos como artista invitado. Él también cantó con Exodus en el concierto del 28 de octubre de 2004 en el Warfield Theater en San Francisco, abriendo para Megadeth. 

En 2006 Chuck cantó la canción de Sadus "Crazy" y, junto con músicos de otras bandas, hizo una versión de la canción de Iron Maiden "Fear of the Dark" para su álbum tributo Numbers from the Beast.
En el disco de Light This City lanzado en 2008, Stormchaser, Chuck Billy canta en la canción "Firehaven".
Chuck Billy también se unió a músicos como Steve Souza, Greg Bustamante, Steve Robello, sus hermanos Eddie y Andy Billy, Dan Cunningham y Willy Lange para formar la banda Dublin Death Patrol.
En 2008 Chuck Billy cantó en Silent Night en el disco de villancicos We Wish You a Metal Christmas y Headbanging New Year con Scott Ian, Jon Donais, Chris Wyse y John Tempesta.
En 2009 Chuck Billy apareció en la canción Live My Dream en el álbum de Susperia Attitude.

## Cáncer
En 2001, a Chuck Billy le diagnostican un seminoma de células germinales, una especie rara de cáncer que en la mayoría de los casos se presenta en la región testicular, pero él lo tenía en la región de la garganta y pecho, cerca de su corazón. Varios amigos organizaron en agosto de ese año el concierto benéfico Thrash of the Titans, para recaudar fondos para el costoso tratamiento médico de Chuck. Meses después, luego de la quimioterapia, el cáncer desapareció y el vocalista retomó su trabajo con Testament. 
- Datos: Q456623
- Multimedia: Chuck Billy / Q456623